# Lothar Moritz
Lothar Moritz (* 24. Mai 1943 in Zschochau; † 6. April 2010) war ein deutscher Politiker (CDU). Er war Vorsitzender des CDU-Bezirksverbandes Schwerin und Staatssekretär im Amt des Ministerpräsidenten der DDR.

## Leben

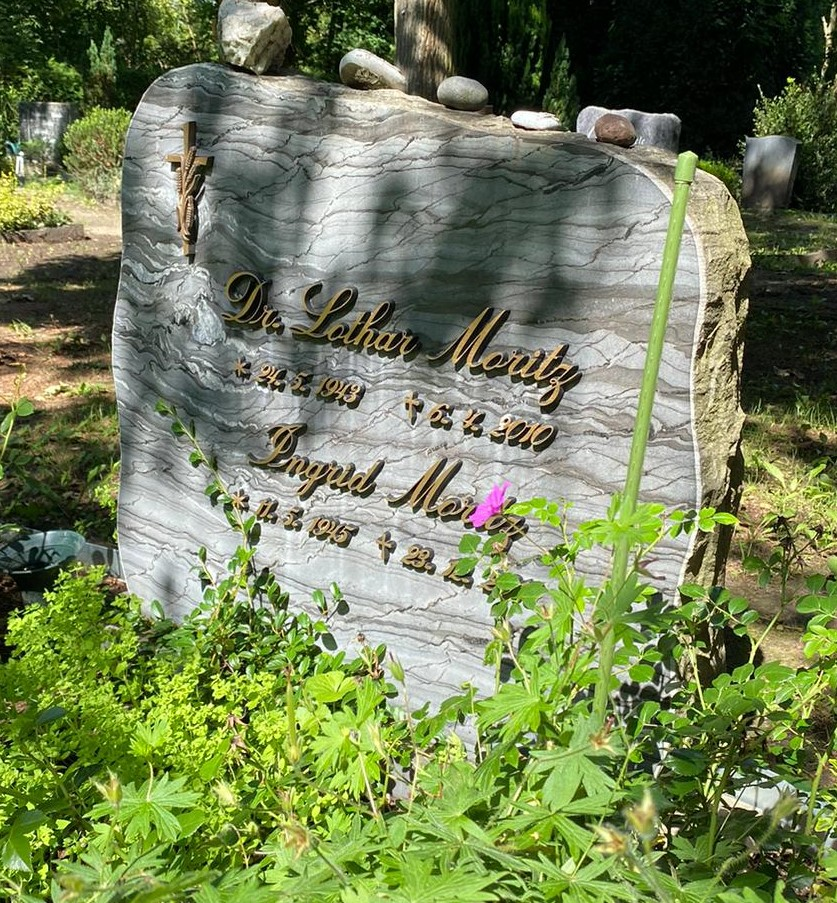
Grabstätte auf dem Friedhof Kaulsdorf

Moritz, Sohn eines Bauern, absolvierte eine Lehre mit Abitur im VE Hauptgestüt Graditz und studierte Landwirtschaftswissenschaften an der Friedrich-Schiller-Universität Jena und der Martin-Luther-Universität Halle-Wittenberg. Das Studium beendete er 1967 als Diplomlandwirt und war anschließend wissenschaftlicher Aspirant am Institut für Acker- und Pflanzenbau der Akademie der Landwirtschaftswissenschaften der DDR in Müncheberg. Im Jahr 1970 wurde er Mitglied der CDU und 1972 Ortsgruppenvorsitzender der Partei in Müncheberg. Nach seinem Wehrdienst in der NVA war er als wissenschaftlicher Mitarbeiter am Forschungszentrum für Bodenfruchtbarkeit in Müncheberg tätig, wurde dort 1973 Fachingenieur für sozialistische Betriebswirtschaft und 1973 zum Dr. agr. promoviert.
Von 1971 bis 1982 war er Abgeordneter des Bezirkstages Frankfurt (Oder) und Mitglied der Ständigen Kommission Land-, Forst- und Nahrungsgüterwirtschaft. Moritz wurde 1975 zum Mitglied des CDU-Bezirksvorstandes Frankfurt (Oder) gewählt und 1976 zum Mitglied des Bezirkssekretariats und Leiter der Abteilung Wirtschaft des CDU-Bezirksvorstandes berufen. Vom 27. April 1982 bis März 1990 fungierte er als Vorsitzender des  Bezirksverbandes Schwerin der CDU. Im Oktober 1982 wurde er auf dem 15. Parteitag der CDU zum Mitglied des Hauptvorstandes gewählt. 
Im Dezember 1989 war Moritz Koordinator zur Vorbereitung des Sonderparteitages der CDU, auf dem neue Strukturen und Leitungsgremien geschaffen wurden. Auf dem Gründungsparteitag des CDU-Landesverbandes Mecklenburg und Vorpommern am 3. März 1990 unterlag er bei der Wahl des Landesvorsitzenden nur knapp gegen Günther Krause und wurde zum Geschäftsführer des Landesverbandes gewählt. Im März 1990 trat er als Kandidat der CDU zur Volkskammerwahl an, konnte aber mit dem 10. Listenplatz im Wahlkreis Schwerin kein Mandat erringen. Im April 1990 wurde er von Lothar de Maizière zum Staatssekretär im Amt des Ministerpräsidenten ernannt. Dieses Amt hatte er bis zur Deutschen Wiedervereinigung Anfang Oktober 1990 inne.
Moritz war später im Vorstand des Deutschen Komitees für Europäische Sicherheit und Zusammenarbeit.
Lothar Moritz verstarb im Alter von 66 Jahren und wurde auf dem Friedhof Kaulsdorf beigesetzt.

## Auszeichnungen
- Otto-Nuschke-Ehrenzeichen in Bronze
- Ehrennadel der Nationalen Front in Bronze
- Ehrennadel der Gesellschaft für Deutsch-Sowjetische Freundschaft in Silber
- Ehrentitel Hervorragender Genossenschaftler
- 1989 Vaterländischer Verdienstorden in Bronze

## Weblink
- Eintrag in Bundesstiftung Aufarbeitung (Abgerufen am 24. Mai 2016).